# 保永康
保永康（1934年—），男，云南平彝人，中华人民共和国政治人物，曾任云南省人民政府副省长，云南省人大常委会副主任，第八届全国人大代表。